# Чемпионат Шотландии по футболу 2021/2022
Шотландский Премьершип 2021/2022 (англ. 2021–22 Scottish Premiership) стал девятым сезоном шотландского Премьершипа, высшего дивизиона в системе футбольных лиг Шотландии. Сезон начался 31 июля 2021 года.
Чемпионский титул завоевал «Селтик».
В турнире приняли участие 12 команд: «Абердин», «Селтик, «Данди», «Данди Юнайтед», «Харт оф Мидлотиан», «Хиберниан», «Ливингстон», «Мотеруэлл», «Рейнджерс», «Росс Каунти», «Сент-Джонстон» и «Сент-Миррен».

## Команды

### Изменения по сравнению с предыдущим сезоном
Вышли из Чемпионшипа
- Данди
- Харт оф Мидлотиан

Выбыли в Чемпионшип
- Гамильтон Академикал
- Килмарнок

### Стадионы
| Абердин             | Селтик | Данди | Данди Юнайтед       |
| ------------------- | --- | --- | ------------------- |
| Питтодри            | Селтик Парк | Денс Парк | Таннадайс Парк      |
| Вместимость: 20 866 | Вместимость: 60 411 | Вместимость: 11 775 | Вместимость: 14 223 |
|                     | | |                     |
| Харт оф Мидлотиан   | Абердин Данди Данди Юнайтед Харт оф Мидлотиан Хиберниан Ливингстон Рейнджерс Росс Каунти Сент-Джонстон Сент-Миррен Селтик МотеруэллМестоположение команд шотландского Премьершипа 2020/21 | Абердин Данди Данди Юнайтед Харт оф Мидлотиан Хиберниан Ливингстон Рейнджерс Росс Каунти Сент-Джонстон Сент-Миррен Селтик МотеруэллМестоположение команд шотландского Премьершипа 2020/21 | Хиберниан           |
| Тайнкасл Парк       | Абердин Данди Данди Юнайтед Харт оф Мидлотиан Хиберниан Ливингстон Рейнджерс Росс Каунти Сент-Джонстон Сент-Миррен Селтик МотеруэллМестоположение команд шотландского Премьершипа 2020/21 | Абердин Данди Данди Юнайтед Харт оф Мидлотиан Хиберниан Ливингстон Рейнджерс Росс Каунти Сент-Джонстон Сент-Миррен Селтик МотеруэллМестоположение команд шотландского Премьершипа 2020/21 | Истер Роуд          |
| Вместимость: 19 852 | Абердин Данди Данди Юнайтед Харт оф Мидлотиан Хиберниан Ливингстон Рейнджерс Росс Каунти Сент-Джонстон Сент-Миррен Селтик МотеруэллМестоположение команд шотландского Премьершипа 2020/21 | Абердин Данди Данди Юнайтед Харт оф Мидлотиан Хиберниан Ливингстон Рейнджерс Росс Каунти Сент-Джонстон Сент-Миррен Селтик МотеруэллМестоположение команд шотландского Премьершипа 2020/21 | Вместимость: 20 421 |
|                     | Абердин Данди Данди Юнайтед Харт оф Мидлотиан Хиберниан Ливингстон Рейнджерс Росс Каунти Сент-Джонстон Сент-Миррен Селтик МотеруэллМестоположение команд шотландского Премьершипа 2020/21 | Абердин Данди Данди Юнайтед Харт оф Мидлотиан Хиберниан Ливингстон Рейнджерс Росс Каунти Сент-Джонстон Сент-Миррен Селтик МотеруэллМестоположение команд шотландского Премьершипа 2020/21 |                     |
| Ливингстон          | Абердин Данди Данди Юнайтед Харт оф Мидлотиан Хиберниан Ливингстон Рейнджерс Росс Каунти Сент-Джонстон Сент-Миррен Селтик МотеруэллМестоположение команд шотландского Премьершипа 2020/21 | Абердин Данди Данди Юнайтед Харт оф Мидлотиан Хиберниан Ливингстон Рейнджерс Росс Каунти Сент-Джонстон Сент-Миррен Селтик МотеруэллМестоположение команд шотландского Премьершипа 2020/21 | Мотеруэлл           |
| Алмондвейл          | Абердин Данди Данди Юнайтед Харт оф Мидлотиан Хиберниан Ливингстон Рейнджерс Росс Каунти Сент-Джонстон Сент-Миррен Селтик МотеруэллМестоположение команд шотландского Премьершипа 2020/21 | Абердин Данди Данди Юнайтед Харт оф Мидлотиан Хиберниан Ливингстон Рейнджерс Росс Каунти Сент-Джонстон Сент-Миррен Селтик МотеруэллМестоположение команд шотландского Премьершипа 2020/21 | Фер Парк            |
| Вместимость: 9512   | Абердин Данди Данди Юнайтед Харт оф Мидлотиан Хиберниан Ливингстон Рейнджерс Росс Каунти Сент-Джонстон Сент-Миррен Селтик МотеруэллМестоположение команд шотландского Премьершипа 2020/21 | Абердин Данди Данди Юнайтед Харт оф Мидлотиан Хиберниан Ливингстон Рейнджерс Росс Каунти Сент-Джонстон Сент-Миррен Селтик МотеруэллМестоположение команд шотландского Премьершипа 2020/21 | Вместимость: 13 677 |
|                     | Абердин Данди Данди Юнайтед Харт оф Мидлотиан Хиберниан Ливингстон Рейнджерс Росс Каунти Сент-Джонстон Сент-Миррен Селтик МотеруэллМестоположение команд шотландского Премьершипа 2020/21 | Абердин Данди Данди Юнайтед Харт оф Мидлотиан Хиберниан Ливингстон Рейнджерс Росс Каунти Сент-Джонстон Сент-Миррен Селтик МотеруэллМестоположение команд шотландского Премьершипа 2020/21 |                     |
| Рейнджерс           | Росс Каунти | Сент-Джонстон | Сент-Миррен         |
| Айброкс             | Виктория Парк | Макдермид Парк | Сент-Миррен Парк    |
| Вместимость: 50 817 | Вместимость: 6541 | Вместимость: 10 696 | Вместимость: 7937   |
|                     | | |                     |

## Турнирная таблица
| Поз | Команда           | И  | В  | Н  | П  | МЗ | МП | РМ  | О  | Квалификация или выбывание       |
| --- | ----------------- | -- | -- | -- | -- | -- | -- | --- | -- | -------------------------------- |
| 1   | Селтик (Ч)        | 38 | 29 | 6  | 3  | 92 | 22 | +70 | 93 | Раунд плей-офф Лиги чемпионов    |
| 2   | Рейнджерс         | 38 | 27 | 8  | 3  | 80 | 31 | +49 | 89 | 2-й квал. раунд Лиги чемпионов   |
| 3   | Харт оф Мидлотиан | 38 | 17 | 10 | 11 | 54 | 44 | +10 | 61 | Раунд плей-офф Лиги Европы       |
| 4   | Данди Юнайтед     | 38 | 12 | 12 | 14 | 37 | 44 | −7  | 48 | 3-й квал. раунд Лиги Европы      |
| 5   | Мотеруэлл         | 38 | 12 | 10 | 16 | 42 | 61 | −19 | 46 | 2-й квал. раунд Лиги конференций |
| 6   | Росс Каунти       | 38 | 10 | 11 | 17 | 47 | 61 | −14 | 41 |                                  |
|     |                   |    |    |    |    |    |    |     |    |                                  |
| 7   | Ливингстон        | 38 | 13 | 10 | 15 | 41 | 46 | −5  | 49 |                                  |
| 8   | Хиберниан         | 38 | 11 | 12 | 15 | 38 | 42 | −4  | 45 |                                  |
| 9   | Сент-Миррен       | 38 | 10 | 14 | 14 | 33 | 51 | −18 | 44 |                                  |
| 10  | Абердин           | 38 | 10 | 11 | 17 | 41 | 46 | −5  | 41 |                                  |
| 11  | Сент-Джонстон (К) | 38 | 8  | 11 | 19 | 24 | 51 | −27 | 35 | Финал плей-офф Премьершипа       |
| 12  | Данди (В)         | 38 | 6  | 11 | 21 | 34 | 64 | −30 | 29 | Выбывание в Чемпионшип           |

1. ↑  Каждая команда сыграет с соперником по три раза (33 матча), после чего лига разделяется на две группы по шесть команд.